# Akrylamid
Akrylamid, akryloamid, C
3H
5NO – organiczny związek chemiczny, amid kwasu akrylowego. Stosowany m.in. jako monomer przy produkcji poliakrylamidu.
Akrylamid tworzy się w reakcji pomiędzy aminokwasami (szczególnie silnie z asparaginą) i cukrami redukującymi w wyniku tzw. reakcji Maillarda. Może powstawać już w temperaturze 120 °C, optimum to 140–180 °C. Akrylamid przyczynia się do występowania m.in. nowotworów przewodu pokarmowego oraz uszkadza układ nerwowy (jest neurotoksyną).
Duże ilości akrylamidu powstają podczas obróbki termicznej (smażenia w głębokim tłuszczu, pieczenia) produktów spożywczych zawierających skrobię (węglowodany). Komitet ekspertów ds. dodatków do żywności (JECFA – organ doradczy WHO i FAO) podaje, że największy udział w ogólnym spożyciu akrylamidu mają frytki (16–30%), chipsy (6–46%), kawa (13–39%), ciasta, ciastka i herbatniki (10–20%) oraz chleb i inne gatunki pieczywa (10–30%).
Badania wykazały, że regularne spożywanie chipsów znacznie zwiększa ryzyko choroby serca, jak również wywołuje przewlekły stan zapalny w organizmie, przez co podnosi ryzyko miażdżycy i choroby wieńcowej serca.
W celu określenia ryzyka związanego z przetwarzaniem żywności w wysokich temperaturach, a w szczególności powstawania wówczas akrylamidu, Komisja Europejska sfinansowała w 2003 roku trzyletni program HEATOX. Wyniki badań wykazały, że istnieją sposoby na zmniejszenie stopnia narażenia na działanie akrylamidu.
Konfederacja Producentów Żywności i Napojów Unii Europejskiej (CIAA, od czerwca 2011 FoodDrinkEurope) opublikowała poradnik zawierający wskazówki, jakie środki powinni stosować wytwórcy żywności oraz jej konsumenci, aby zmniejszyć zawartość akrylamidu w produktach spożywczych.
Istotnym źródłem akrylamidu jest także dym tytoniowy.